# Алдарова киселина
Алдарова киселина е захарна киселина, производна на алдоза, при която хидроксилната функционална група при крайния въглероден атом както и алдехидната функционална група при първия въглероден атом С1 за окислени до карбоксилна функционална група. Общата формула на алдаровите киселини е HOOC-(CHOH)n-COOH. Окислението само на алдехидната група води до получаването на алдонова киселина, докато окислението само на крайната хидроксилна до уронова киселина. Алдаровите киселини не могат да формират циклична хемиацетална структура както и гликозидна връзка за разлика от неокислените монозахариди, но могат да образуват циклични лактони.
Алдаровите киселини се синтезират обикновено при окислението на алдози с азотна киселина. В тази реакция встъпва отворената полихидроксиалдехидна форма на монозахарида.
Наименованието им се формира от изходните монозахариди като наставката „-оза“ се замени с „-арова киселина“, например глюкозата се окислява до глюкарова киселина, ксилоза до ксиларова киселина и т.н.
За разлика от изходните захари алдаровите киселини имат една и съща функционална група в двата края навъглеродния си скелет. Поради тази причина е възможно два различни монозахарида да дадат еднакви алдарови киселини (това по-лесно се разбира ако се гледа проекция на Фишер на монозахаридите и окислените им форми по-долу). Така например D-глюкаровата киселина и L-гуларовата киселина са едно и също съединение. Последствие от това е, че някои алдарови киселини са мезо форма без оптична активност въпреки множеството си хирални центрове — това се случва когато захарида и неговия енантиомер се оксидират до една и съща алдарова киселина. Пример е D-галактозата, която има четири хирални центъра, но D-галактаровата и L-галактаровата киселина при които се наблюдава противоположна конфигурация на всеки хирален център и така те са едно и също съединение вместо да се енантиомери. За това се казва, че галактаровата киселина е хирална мезо-форма без оптична активност.
Адипиновата киселина, HOOC-(CH2)4-COOH, не е алдарова киселина, макар да е структурно близка. Всъщност, шест-въглеродните алдарови киселини може да се разглеждат като тетрахидроксилни производни на адипиновата киселина.

## Представители
- Тартарова киселина (4C)
- мезо-Галактарова киселина (6C)
- D-Глюкарова киселина (6C)